# Hyläa-Gruppe
Die Hyläa-Gruppe (auch Hylæa und Gileja; russisch Гилея) ist ein Künstlerkreis, der von den Malern Dawid und Wladimir Burljuk und dem damaligen Kunststudenten Wladimir Majakowski um 1910 gegründet wurde. Namensgebend war die Lage des Landgutes Majatschka bei Tschernjanka im Gouvernement Cherson, wo die Gruppe sich traf. Es lag im sarmatischen Waldgebiet als einem der Siedlungsgebiete der Skythen, das bereits von Herodot unter dem Namen Hylaia (von griech. hýlē für Wald) erwähnt wurde.
Nach dem Beitritt von Wassili Kamenski, Alexei Krutschonych, Jelena Guro, Benedikt Liwschiz und Welimir Chlebnikow entwickelte sich aus Hyläa die avantgardistische Gruppierung der Kubofuturisten. Sie distanzierten sich vom italienischen Futurismus und propagierten eine Abkehr von den umformenden und zivilisatorischen Einflüssen Europas. Stattdessen begeisterten sie sich für den archaischen Orientalismus und Primitivismus des Skythentums. Der „eineinhalbäugige“ skythische Krieger – mit einem halb zugekniffenen Auge – wurde zu ihrer Symbolgestalt. Die Rückbesinnung auf die folkloristische Tradition ihrer Heimat gilt als ein wesentliches Element der russischen Futuristen. Als ihr Manifest gilt das 1912 veröffentlichte Eine Ohrfeige dem öffentlichen Geschmack (Пощечина общественному вкусу).
Filippo Marinetti, Begründer des italienischen Futurismus, sagte 1914 nach seinem Besuch in Russland, dass es das Land des Futurismus sei, voller Kraft und Potenzial. Er bezeichnete die russischen Futuristen als Sauvagisten vom französischen „sauvage“ – der Wilde, der Urmensch.

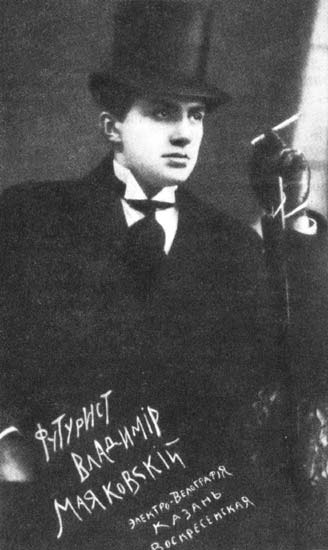
Bildunterschrift: Futurist Wladimir Majakowskij Elektro-welografija, Kasan, Woskresenskaja
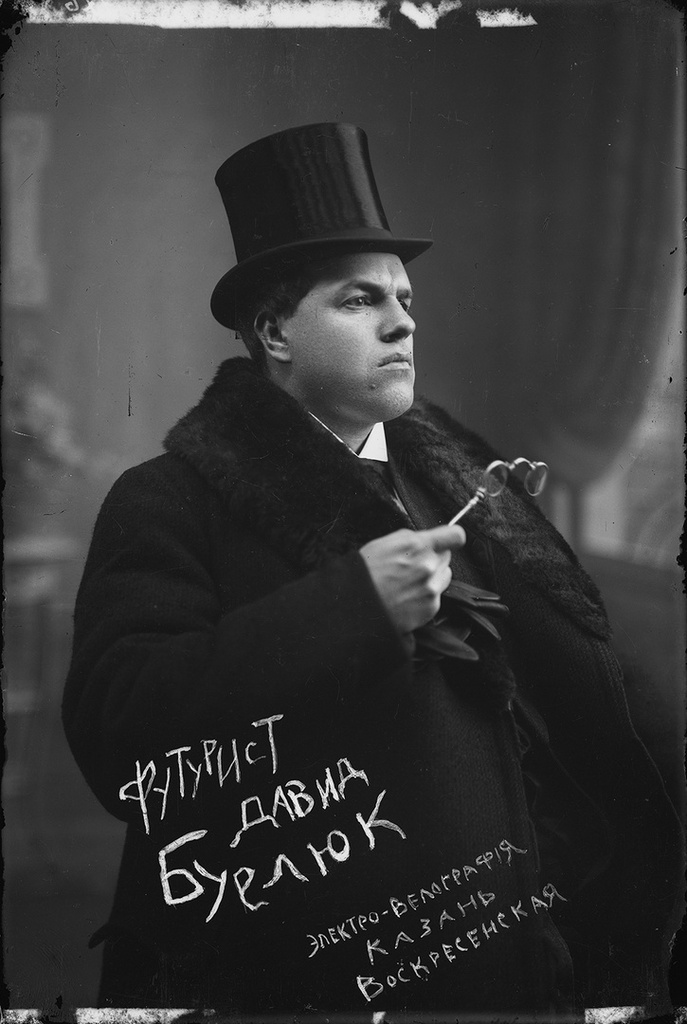
Bildunterschrift: Futurist David Burljuk
- Schöpfung Band 1. 1906–1908. Mit Beträgen zum Werk von Chlebnikov, Kamenski und Burljuk